# Organic Pin Grid Array

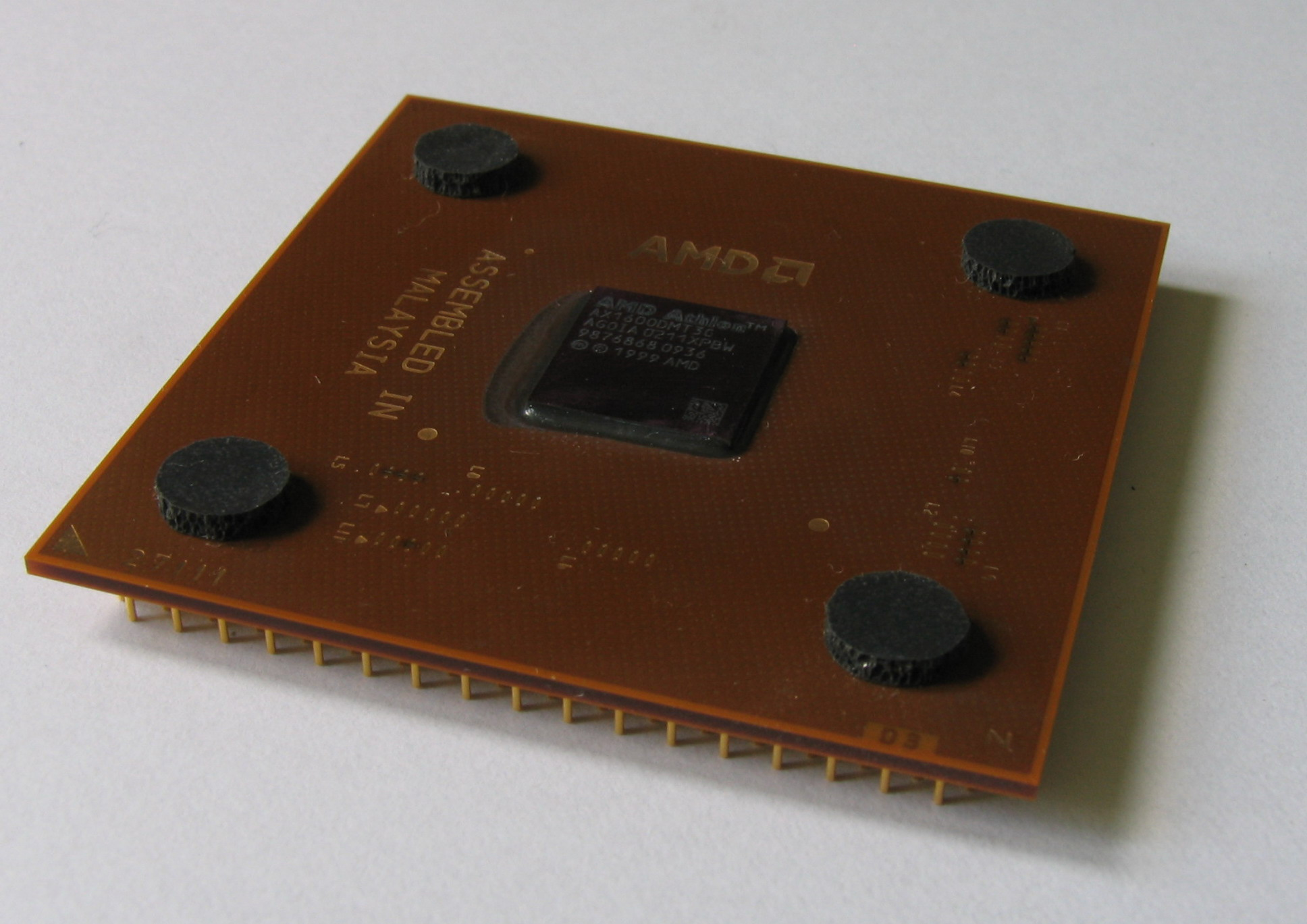
Oberseite des Athlon XP 1600+

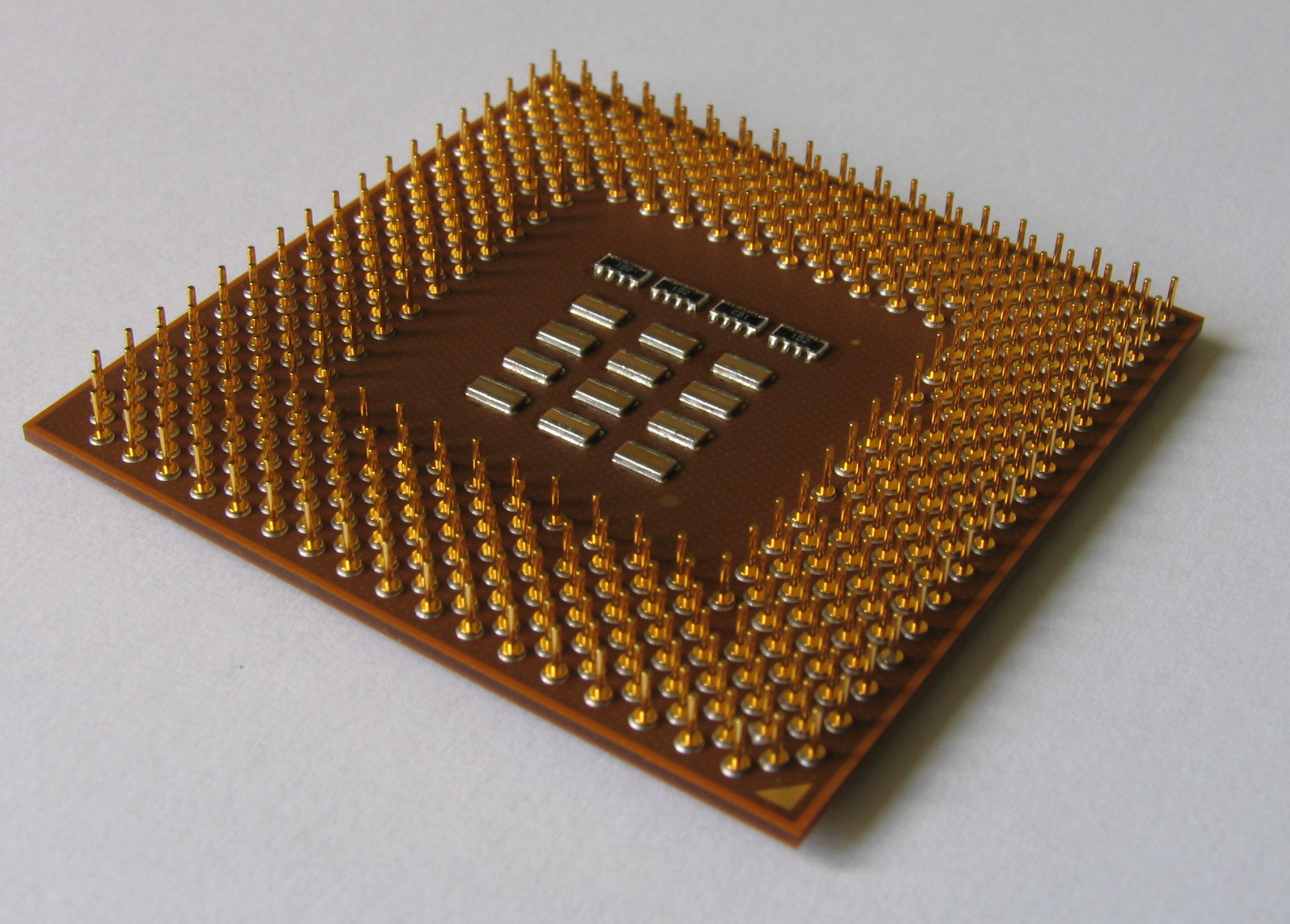
Unterseite des Athlon XP 1600+

Das Organic Pin Grid Array (OPGA) ist eine Gehäusebauform für elektronische Chips wie z. B. Prozessoren.
Der Halbleiterchip (Die) ist dabei auf einem Träger aus einem Glasfaser-Verbundstoff fixiert. Über und durch den Träger werden die Signal- und Datenleitungen auf ein Raster (Array) von nadelähnlichen Kontakten (Pin) geleitet.
In der Regel wird der Träger mit seinen Kontakten in einen entsprechenden Sockel gesteckt. Aufgrund der schlechten Wärmeleitfähigkeit des Trägermaterials sind OPGA-Gehäuse fast ausschließlich als FCPGA gefertigt.
Der Name selbst wurde von AMD bei der Markteinführung des Athlon XP begründet. Sämtliche Athlon-64- und Turion-Prozessoren sind ebenfalls als OPGA ausgeführt.